# Рожнув (Нижньосілезьке воєводство)
Рожнув (пол. Rożnów) — село в Польщі, у гміні Пшеворно Стшелінського повіту Нижньосілезького воєводства.
Населення — 280 осіб (2011).
У 1975-1998 роках село належало до Валбжиського воєводства.

## Демографія
Демографічна структура станом на 31 березня 2011 року:
|          | Загалом | Допрацездатний вік | Працездатний вік | Постпрацездатний вік |
| -------- | ------- | ------------------ | ---------------- | -------------------- |
| Чоловіки | 139     | 30                 | 91               | 18                   |
| Жінки    | 141     | 33                 | 80               | 28                   |
| Разом    | 280     | 63                 | 171              | 46                   |